# Premio Juan Rulfo
El Premio Juan Rulfo fue un galardón otorgado por Radio Francia Internacional (RFI) desde 1982 a 2012 y coorganizado por el Instituto Cervantes de París, Casa de América Latina, Instituto de México en París, Colegio de España en París, Le Monde diplomatique, edición de España, Unión Latina y FondaChao, entre otros, variando cada año. 
Se premiaban tres categorías: cuento, novela corta y fotografía.

## Lista de los últimos ganadores en la categoría cuento
| Edición | Año  | Cuento                                           | Autor                                                   |
| ------- | ---- | ------------------------------------------------ | ------------------------------------------------------- |
| III     | 1984 | Pasión de historia                               | Ana Lydia Vega                                          |
| XIV     | 1996 | El viejo, el asesino y yo                        | Ena Lucia Portela                                       |
| XV      | 1997 | Dochera                                          | Edmundo Paz Soldán                                      |
| XVI     | 1998 | Pesadilla en el hipotálamo                       | Julio César Londoño                                     |
| XVII    | 1999 | Decena de un cronopio                            | Ezequiel Pérez Plasencia                                |
| XVIII   | 2000 | Nadie los vio salir                              | Eduardo Antonio Parra                                   |
| XIX     | 2001 | La otra piedad"                                  | Laura Massolo                                           |
| XX      | 2002 | La casa del cerro El Pino                        | Oscar Colchado                                          |
| XXI     | 2003 | Los caballos azules                              | Ricardo Menéndez Salmón                                 |
| XXII    | 2004 | Es el realismo                                   | Patricio Pron                                           |
| XXIII   | 2005 | Papá se pegó un tiro hoy a las 6:52 de la mañana | Pedro Jaime de Isla Martínez                            |
| XXIV    | 2006 | Fátima o el Parque de Fraternidad                | Miguel Barnet                                           |
| XXV     | 2007 | Trato hecho                                      | Ignacio Ferrando Pérez                                  |
| XXVI    | 2008 | La mensajera                                     | Jorge Dávila (le fue retirado por incumplir reglamento) |
| XXVI    | 2008 | Los anacrónicos                                  | Ignacio Padilla                                         |
| XXVII   | 2009 | El metro llano                                   | Mariano Pereyra Esteban                                 |
| XXVIII  | 2010 | El arenero                                       | Gustavo Daniel Ripoll                                   |
| XXIX    | 2011 | Comunión                                         | Marcos Crotto                                           |
| XXX     | 2012 | Un hombre sin suerte                             | Samanta Schweblin                                       |